# Phaciocephalus funebris
Phaciocephalus funebris är en insektsart som beskrevs av Frederick Arthur Godfrey Muir 1913. Phaciocephalus funebris ingår i släktet Phaciocephalus och familjen Derbidae. Inga underarter finns listade i Catalogue of Life.